# مهدی‌آباد بزرگ
مهدی‌آباد بزرگ، روستایی از توابع بخش مرکزی شهرستان قزوین در استان قزوین ایران است.

## جمعیت
این روستا در دهستان اقبال غربی قرار دارد و براساس سرشماری مرکز آمار ایران در سال ۱۳۸۵، جمعیت آن ۲۳۵۶ نفر (۳۱۷خانوار) بوده‌است.